# Боевая техника

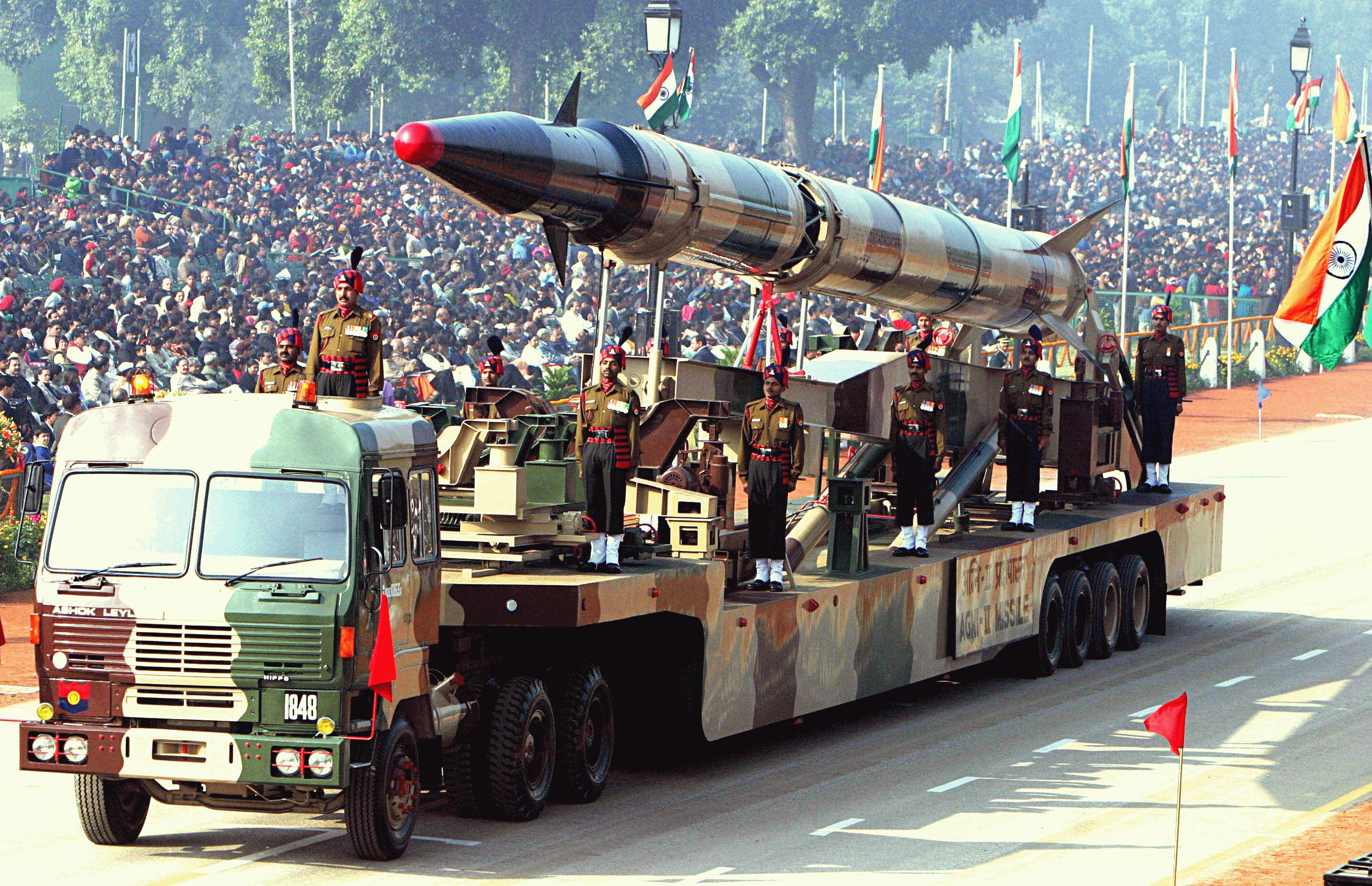
Ракетный комплекс Агни-II Вооруженных сил Индии на параде в Нью-Дели. 26 января 2004

Боевая техника — совокупность всех технических средств, которые используется для нанесения ущерба противнику во время боя. Является частью военной техники, включает в себя оружие и его носители.
К боевой технике относятся танки, бронетранспортеры, боевые машины пехоты, боевой корабль, артиллерийские орудия, боеприпасы, ракетный комплекс, самолёты и тому подобное.

## История

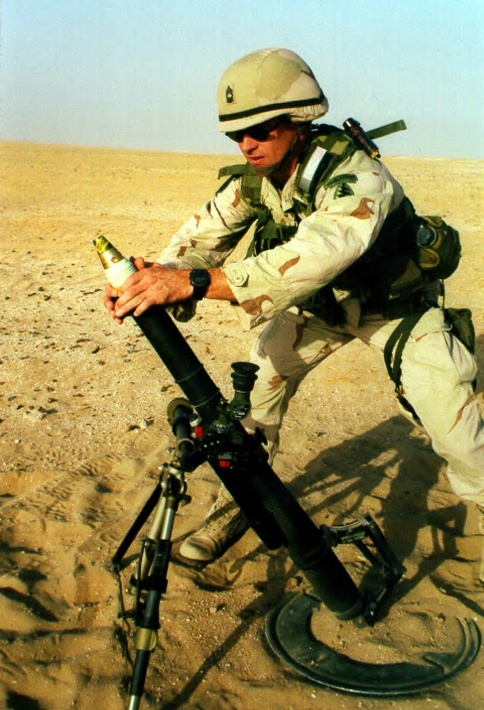
Ведение огня из 60-мм миномета M224

Появление боевой техники относится к глубокой древности. Дальнейшее её развитие было связано с применением в военном деле металлов, пороха, паровой машины, двигателя внутреннего сгорания и других достижений науки, техники и машинного производства. Особенно быстрый рост темпов разработок и эксплуатации боевой техники происходил в конце XIX и 1-й половине XX века, главным образом в связи с первой и второй мировыми войнами.
Быстрое развитие боевой техники является одним из решающих условий, определяющих уровень боеспособности современных армий. Боевая техника составляет главный материальный компонент военной мощи государств.